# Tokihiro Nakamura
Tokihiro Nakamura (中村 時広, Nakamura Tokihiro) é um político japonês, nascido em 25 de janeiro de 1960 em Matsuyama.
Foi eleito ao posto de governador da Ehime em 2010.